# 流れ星レンズ
『流れ星レンズ』（ながれぼしレンズ、SHOOTING STAR☆LENS）は、村田真優による日本の漫画作品。『りぼん』（集英社）2011年2月号から2014年8月号まで連載されていた。

## 概要
村田真優の初連載作品。2011年2月号から4月号までの3回連載の予定だったが、異例の人気のため2011年5月号から6月号まで「流れ星レンズ〜starry sky〜」と題してアフター連載があった。その後2011年9月号から続編を開始している。
2012年3月にはイベントでアニメが上映され、同年10月にはキャストを変えて制作されたアニメ（全3話）が『おはスタ』内で放映された。
2014年第38回講談社漫画賞児童部門にノミネートされた（落選）。

## 登場人物
花籠 凜咲（はなかご りさ）
誕生日 - 8月10日
声 - 花澤香菜
中学2年6組。統牙に告白し恋人となる。自分より他人を気遣うところがある。
夕暮 統牙（ゆうぐれ とうが）
声 - 浅沼晋太郎
誕生日 - 6月25日
中学2年2組。学年一の人気者で、凜咲の初カレになる。小学6年からピアスを穴けている。
好きなタイプは凛咲。
南 由里子（みなみ ゆりこ）
誕生日 - 6月12日
声 - 早見沙織
中学2年6組。凜咲の親友。愛称は「ゆっこ」。他校に春一という恋人が居る。
水月 朋華（みつき ともか）
誕生日 - 7月3日
声 - 真堂圭
中学2年6組。凜咲の友人。愛称は「トモちん」。蜂野の事が好き。蜂野のことを「まこまこ」と呼ぶ。ドM。一時は統牙の事を好きな時期があった。
高城 雄大（たかしろ ゆうだい）
声 - 木村良平
中学2年3組。統牙のグループの一人。大きい犬が苦手。ライバル視してるのかと思いきや実は統牙のことが好き。凜咲のことを気に入っている。
武智 亮（たけち りょう）
声 - 緑川光
統牙の友人。伊達メガネが特徴。好きなタイプはおしとやかで一途な子。
謎が多い。ピアスは小学3年であけている。母に捨てられた。
凜咲への好意を秘めており、後に思いを告白する。
藤本 貴史（ふじもと たかし）
声 - 鈴村健一
パーカーが特徴の統牙のグループの一人。通称フジモン。驚くと後ろに反るタイプ。昔は惚れっぽい性格だった。
由里子に失恋する。
由井陽介（ゆいようすけ）
声 - 下和田ヒロキ
帽子が特徴の統牙の4人グループの一人。かわいい癒し系。
小さい時は統牙に女の子と間違われた。
蜂野 真（はちの まこと）
中学2年6組。凜咲とクラスメイト。当初は統牙のことは快く思っていなかったほか、凛咲に好意を持っているような素振りや挑発するような態度を見せていた。
オシャレでお金持ち。頭も良い。
文化祭でトモちんに告白。
中川（なかがわ）先生
声 - 中井和哉
美声。体育祭でも登場した。
坂本（さかもと）先生
声 - 高橋伸也
英語のちょこちょこ日本語になる先生。

## 書誌情報
- 村田真優 『流れ星レンズ』 集英社 〈りぼんマスコットコミックス〉、全10巻
  1. 2011年8月11日発売[5]、ISBN 978-4-08-867133-8
  2. 2011年12月15日発売[6]、ISBN 978-4-08-867161-1
    - candy CAT（『りぼんスペシャルレモン』2011年8月夏の大増刊号）

  3. 2012年3月15日発売[7]、ISBN 978-4-08-867187-1
    - 瞬間ピンク[8]（『りぼん』2010年4月号）

  4. 2012年8月10日発売[9]、ISBN 978-4-08-867216-8
  5. 2012年12月14日発売[10]、ISBN 978-4-08-867239-7
  6. 2013年4月15日発売[11]、ISBN 978-4-08-867262-5
    - ショコラ接種[12]（『りぼん』2013年3月号）

  7. 2013年8月9日発売[13]、ISBN 978-4-08-867279-3
  8. 2013年12月13日発売[14]、ISBN 978-4-08-867298-4
    - Hello,Mr.Rabbit（『りぼんスペシャルスター』2012年8月夏の大増刊号）

  9. 2014年4月15日発売[15]、ISBN 978-4-08-867319-6
    - 夏夜に滲む（『りぼんスペシャルバニラ』2013年8月夏の大増刊号）

  10. 2014年9月12日発売[16]、ISBN 978-4-08-867336-3

## OVA
2012年3月18日から4月にかけて全国4箇所で開催された『りぼんフェスタ2012』でイベント上映されたアニメ化作品。

### スタッフ
- 原作 - 村田真優
- 監修 - 金子伸吾
- 演出・コンテ - 金子伸吾、かおり
- 脚本 - 高橋ナツコ
- キャラクターデザイン・作画監督 - まじろ
- 小物デザイン・衣装協力 - 今村望
- 美術監督 - 森川篤
- 色彩設計・色指定 - 梅崎ひろこ
- 撮影監督 - 出水田和人
- 3D監督 - 井野元英司
- 編集 - 須藤瞳
- 音響監督 - 鶴岡陽太
- 音楽 - sakai asuka
- 音楽制作 - The Peak is a division of IRMA records
- 音楽プロデューサー - 飯島弘光
- アニメーションプロデューサー - 小笠原宗紀
- アニメーション制作 - アドバンス石神井、KINEMA CITRUS
- 製作著作 - 集英社

### 主題歌
「ヒトクチメの恋」
Another Infinity feat.Mayumi Morinagaによるエンディングテーマ。作詞はmitsu、作曲はAnother Infinity。